# Termitophilomyia papillacollaris
Termitophilomyia papillacollaris är en tvåvingeart som beskrevs av Ronald Henry Lambert Disney 1995. Termitophilomyia papillacollaris ingår i släktet Termitophilomyia och familjen puckelflugor. Inga underarter finns listade i Catalogue of Life.